# たたかう警官
『たたかう警官』は、元道警釧路方面本部長・原田宏二による著書。講談社から刊行された『警察内部告発者』を、ハルキ文庫からの再刊にあたって加筆、改題したもの。

## 内容
- 道警の北海道警裏金事件を実名告発した元警察幹部が、「稲葉事件」をきっかけにマスコミでの告発を決意する経緯、その後の道議会や国会などの機関の対応の様子、官僚的な警察組織への批判などを書いた告発書。あとがきでは、道警をモデルに警察小説を書いた作家・佐々木譲への言及がある。
- 改題前の単行本『警察内部告発者』には、弁護士の清水勉とジャーナリストの大谷昭宏の寄稿が収録、清水は群馬県警元警部補懲戒免職処分取消請求訴訟について言及していた。
- 文庫版あとがきに「現場の警官は捜査報償費という予算枠があることも知らなかった」と書かれている[1]。